# 2007至2008年度香港行政長官施政報告
《2007至2008年度香港行政長官施政報告》，是成功連任香港行政長官的曾蔭權發表的香港施政報告，在2007年10月10日發表，主題是「香港新方向」，打造「黃金十年」。

## 重點

### 扶貧
1. 免2007年第四季度差餉，每戶上限港幣5千港元。
2. 減稅：個人入息稅及利得稅，在2008年／2009年標準稅率各減一個百分率點子。
3. 僱員再培訓計劃，由30歲放寬年齡下限至15歲。(有關安排已於2007年12月1日推出)
4. 長者醫療券贊助每次50港元。
5. 工資保障計劃後，或者草案最低工資最高工時。

### 教育
1. 免費教育由9年延長至12年
2. 小班教學
3. 大學非本地學生學額
4. 撥地皮建國際學校

### 基建及經濟
以2500億元進行十大基建，估計創造額外約25萬個職位。
1. 南港島線（已於2016年12月28日通車）
2. 沙田至中環線（大圍至紅磡段已於2021年6月27日通車並劃入屯馬線，紅磡至金鐘段已於2022年5月15日通車並劃入東鐵綫）
3. 屯門西繞道及屯門至赤鱲角連接路（後者已於2020年12月27日通車）
4. 廣深港高速鐵路（福田至香港西九龍段已於2018年9月23日通車）
5. 港珠澳大橋（已於2018年10月24日通車）
6. 港深空港合作
7. 港深共同開發河套
8. 西九文化區
9. 啟德發展計劃（啟德郵輪碼頭已於2013年6月12日啟用）
10. 新發展區（古洞北、粉嶺北、坪輋／打鼓嶺新市鎮及洪水橋新市鎮）

### 環境保育
1. 環境及自然保育基金

### 民主及管治
1. 國民教育
2. 政改普選共識

## 外部参考
- 施政報告 2007-08（页面存档备份，存于）
- 曾蔭權稱報告訂下香港新發展方向（星島日報 2007年10月11日）
- 施政報告滿意度創十年新高（星島日報 2007年10月12日）
- 婦委會歡迎施政報告（星島日報 2007年10月12日）
- 新聞專題： 頭條網（页面存档备份，存于）／有線新聞／香港電台（页面存档备份，存于）